# Bassano Banca - Credito Cooperativo
La Bassano Banca - Credito Cooperativo è stata una banca di credito cooperativo con sede a Bassano del Grappa che operava in tutto il bassanese ed è parte della Federazione Veneta BCC.
Bassano Banca aderiva al Fondo di garanzia degli obbligazionisti del credito cooperativo e al Fondo di Garanzia dei Depositanti

## Storia
Bassano Banca ha le sue origini nel 1965 quando a Santa Caterina di Lusiana un gruppo di persone decise di trasformare in Cassa Rurale ed Artigiana una Società di Mutuo Soccorso.
Nel 1983 a Romano d'Ezzelino venne fondata la Cassa Rurale di Romano.
Nel 1995 la Cassa Rurale ed Artigiana di Santa Caterina di Lusiana e la Cassa Rurale di Romano si fondono e formano la Banca di Credito Cooperativo di Romano e Santa Caterina che nel tempo si espande nel bassanese fino a raggiungere 13 filiali sul territorio.
Nel 2015 la banca si trasferisce nella sua nuova sede di proprietà in Via Capitelvecchio a Bassano del Grappa e nello stesso anno i soci approvano il cambio di denominazione in  Bassano Banca.
Nel 2017 si fonde con la  Banca del Centroveneto - Credito Cooperativo per formare Centroveneto Bassano Banca.